# Scopula quadratisparsa
Scopula quadratisparsa är en fjärilsart som beskrevs av Holloway 1976. Scopula quadratisparsa ingår i släktet Scopula och familjen mätare. Inga underarter finns listade.